# Barton St David
Pour les articles homonymes, voir Barton.
Barton St David est une paroisse civile et un village du Somerset, en Angleterre.